# Yiinthi torresiana
Yiinthi torresiana är en spindelart som beskrevs av Davies 1994. Yiinthi torresiana ingår i släktet Yiinthi och familjen jättekrabbspindlar.
Artens utbredningsområde är Queensland. Inga underarter finns listade i Catalogue of Life.